# Andrej Łauryk
Andrej Łauryk (biał. Андрэй Лаўрык, ros. Андрей Иванович Лаврик, Andriej Iwanowicz Ławrik; ur. 7 grudnia 1974 w Mińsku) – białoruski piłkarz, grający na pozycji obrońcy lub pomocnika, reprezentant Białorusi.

## Nagrody i odznaczenia
Uznany za najlepszego piłkarza Białorusi w 1997.